# Kanton Audincourt
Der Kanton Audincourt ist seit 1790 ein französischer Wahlkreis im Département Doubs in der Region Bourgogne-Franche-Comté. Er umfasst neun Gemeinden im Arrondissement Montbéliard und hat seinen Hauptort (frz.: bureau centralisateur) in Audincourt. Im Rahmen der landesweiten Neuordnung der französischen Kantone wurde er im Frühjahr 2015 erweitert.

## Gemeinden
Der Kanton besteht aus neun Gemeinden mit insgesamt 29.925 Einwohnern (Stand: 1. Januar 2022) auf einer Gesamtfläche von 49,84 km²:
| Gemeinde           | Einwohner 1. Januar 2022 | Fläche km² | Dichte Einw./km² | Code INSEE | Postleitzahl |
| ------------------ | ------------------------ | ---------- | ---------------- | ---------- | ------------ |
| Arbouans           | 891                      | 1,32       | 675              | 25020      | 25400        |
| Audincourt         | 14.009                   | 8,76       | 1.599            | 25031      | 25400        |
| Badevel            | 808                      | 3,73       | 217              | 25040      | 25490        |
| Dampierre-les-Bois | 1.565                    | 4,72       | 332              | 25190      | 25490        |
| Dasle              | 1.370                    | 5,67       | 242              | 25196      | 25230        |
| Hérimoncourt       | 3.530                    | 7,29       | 484              | 25304      | 25310        |
| Seloncourt         | 5.812                    | 7,92       | 734              | 25539      | 25230        |
| Taillecourt        | 1.132                    | 1,86       | 609              | 25555      | 25400        |
| Vandoncourt        | 808                      | 8,57       | 94               | 25586      | 25230        |
| Kanton Audincourt  | 29.925                   | 49,84      | 600              | 2501       | –            |

Bis zur landesweiten Neuordnung der französischen Kantone im März 2015 gehörten zum Kanton Audincourt die fünft Gemeinden Arbouans, Audincourt, Courcelles-lès-Montbéliard, Dasle und Taillecourt. Sein Zuschnitt entsprach einer Fläche von 20,01 km2. Er besaß vor 2015 den INSEE-Code 2503.

## Politik
| Vertreter im Departementrat | Vertreter im Departementrat             | Vertreter im Departementrat |
| Amtszeit                    | Namen                                   | Partei                      |
| --------------------------- | --------------------------------------- | --------------------------- |
| 2001–2015                   | Paul Coizet                             | PS                          |
| 2015–                       | David Barbier Christine Coren-Gasperoni | PS                          |